# John Potter Hamilton
John Potter Hamilton  (* 1778; † 28. Januar 1873 in Wrexham) war ein britischer Offizier und Diplomat.
John Potter Hamilton diente in der British Army und erreichte dort den Rang eines Colonel der Royal Scots Fusiliers. Am 28. Dezember 1813 heiratete er Charlotte Fane (* 26. Juli 1787).
Hamilton wurde 1823 zusammen mit James Henderson und Patrick Campbell als Beauftragter (engl. Commissioner) in den neu gegründeten Staat Kolumbien entsandt. Henderson diente nach Abschluss eines Freundschaftsvertrages zwischen Großbritannien und Kolumbien (engl. Treaty of Amity) bis 1829 als Generalkonsul. Hamilton und Campbell fungierten als britische Gesandte.

## Veröffentlichungen
- Travels through the Interior Provinces of Colombia. Verlag John Murray, London 1827 (Volltext in der Google-Buchsuche).
- Reminiscences of an Old Sportsman. Longman, Green, Longman and Roberts, London 1860 (Volltext in der Google-Buchsuche).